# Средно училище „Панайот Волов“ (Каспичан)
Средно училище „Панайот Волов“ е средно училище в град Каспичан, отваря врати през 1907 г.
Патрон на училището е Панайот Волов. Разположено е на адрес: ул. „Мадарски конник“ № 99. В него учат ученици от I до XII клас. То е с общинско финансиране. Обучението се извършва в 2 учебни смени. Директор на училището е Явор Якимов.

## История
Училището отваря врати през 1907 г. Първият учител е Иван Радев. След завършване на тази учебна година учебното заведение е закрито и отваря отново врати през есента на 1908 г.
В периода от 1932 г. до 1934 г. е построена нова сграда предназначена специално за училище – на два етажа с 8 класни стаи, учителска стая и стая за директора. Разделят се слято първо и трето отделение и второ и четвърто, открива се първи прогимназиален клас, следващата година втори, после трети.
Със заповед № 4, ал. 6 от 3 януари 1935 г. от МНП училището приема името на Панайот Волов. От 1948 г. всички отделения и класове са самостоятелни, а през 1957 г. се удвояват и обучението се провежда на две смени. През учебната 1960/1961 г. се открива VIII клас. През годините са открити и три занимални – две в начален и една в среден курс. В периода от 1965 до 1969 г. има и общежитие за учениците от село Калугерица (днес квартал).
Училището отново става тясно и не може да побере учениците. Това налага разширяването му с пристройка в източната част и построяване на трети етаж върху цялата сграда. За една година (1966 – 1967) строителството е приключено и учениците разполагат с 18 класни стаи и 3 самостоятелни кабинета, библиотека, работилница, физкултурен салон, ученически стол. Девет години по-късно печките от дърва и въглища са заменени с локално парно отопление.
През 1981 г., в годината на честване на 1300 г. от създаването на България, основно училище „Панайот Волов“ се преобразува на ЕСПУ „Панайот Волов“, с 552 ученици и има 1 девети клас, с четири паралелки в I клас. Обучението отново става на две смени.